# Gustaf Cederström
Gustaf Olof Cederström, född 12 april 1845 i Stockholm, död där 20 augusti 1933, var en svensk friherre och konstnär, som var en av landets mest populära historiemålare under 1800-talet. Han målade bland annat Karl XII:s likfärd.

## Biografi
Cederströms intresse för historia väcktes redan när han var liten. Familjen högaktade Karl XII och en av Gustaf Cederströms förfäder hade varit med om kalabaliken i Bender. Cederström försökte sig först på en karriär som officer och utnämndes 1864 till underlöjtnant vid Värmlands fältjägarregemente, men tog 1870 avsked och sadlade om till konstnär. Han hade redan tidigare studerat vid Stockholms Konstakademi. Senare studerade han också under Ferdinand Fagerlin i Düsseldorf 1867 och Léon Bonnat i Paris, samt senare även i Italien. I Sverige blev Cederström uppmärksammad genom en rad målningar han utfört i Paris, där han 1873 bosatte sig, bland dessa främst Epilog och Mörka stunder.
Cederström blev 1878 ledamot i Konstakademien i Stockholm, utnämndes 1887 till professor vid samma institution och var 1899-1911 dess direktör.
Gustaf Cederströms stora genombrott kom 1878 med målningen Karl XII:s likfärd som ställdes ut på världsutställningen i Paris. Målningens motiv är inte en realistisk skildring av händelsen, utan en diktad hyllning till den döde kungen. Karl XII blev aldrig buren på bår till Sverige vintern 1718, men Cederströms idé saknar inte helt verklighetsanknytning. Vid stora mäns och kvinnors begravningståg har ibland den döde burits öppet, klädd i sina bästa kläder, i procession till begravningsplatsen. Målningen köptes av den ryske storfursten Konstantin, men genom återköp efter revolutionen har den fått en varaktig plats på Göteborgs konstmuseum . En fri replik beställdes av intresserade som var missnöjda med att målningen ej kom till Sverige, den utfördes 1884 och överlämnades till Nationalmuseum i Stockholm. 1878 belönades Cederström även med medalj av andra klassen vid världsutställningen i Paris. Under åren som följde kom Cederström att alltmer utpräglat framstå som den främste konstnärlige skildraren av karolinerna i bild. Cederström finns även representerad vid bland annat Uppsala universitetsbibliotek, Norrköpings konstmuseum  och vid Kalmar konstmuseum.
Cederström var även verksam som författare och kåsör. Bland hans främsta verk märks de självbiografiska En gammal konstnärs minnen (1926) och Gammalt och nytt (1929).
Gustaf Cederström var son till marinofficeren Carl Emanuel Cederström och Carolina Fredrika Theresia af Ugglas. Han hade två bröder: Carl och Emanuel. År 1878 gifte han sig med Amalia Katarina Jaeder med vilken han fick dottern Carola Cederström.
Gustaf Cederström är begravd i den Cederströmska släktgraven på Alsike kyrkogård.

## Målningar av Gustaf Cederström (urval)
- Karl XII:s likfärd (1878 och 1884)
- Baptisterna (1886)
- Frälsningsarmén (1886)
- Magnus Stenbock i Malmö (1892)
- Hos de husvilla (1894)
- Narva (målning) (1907–1910)

## Galleri

Aktstudie (1871).
Gudssmäderskan (1872).
Epilog (1874).
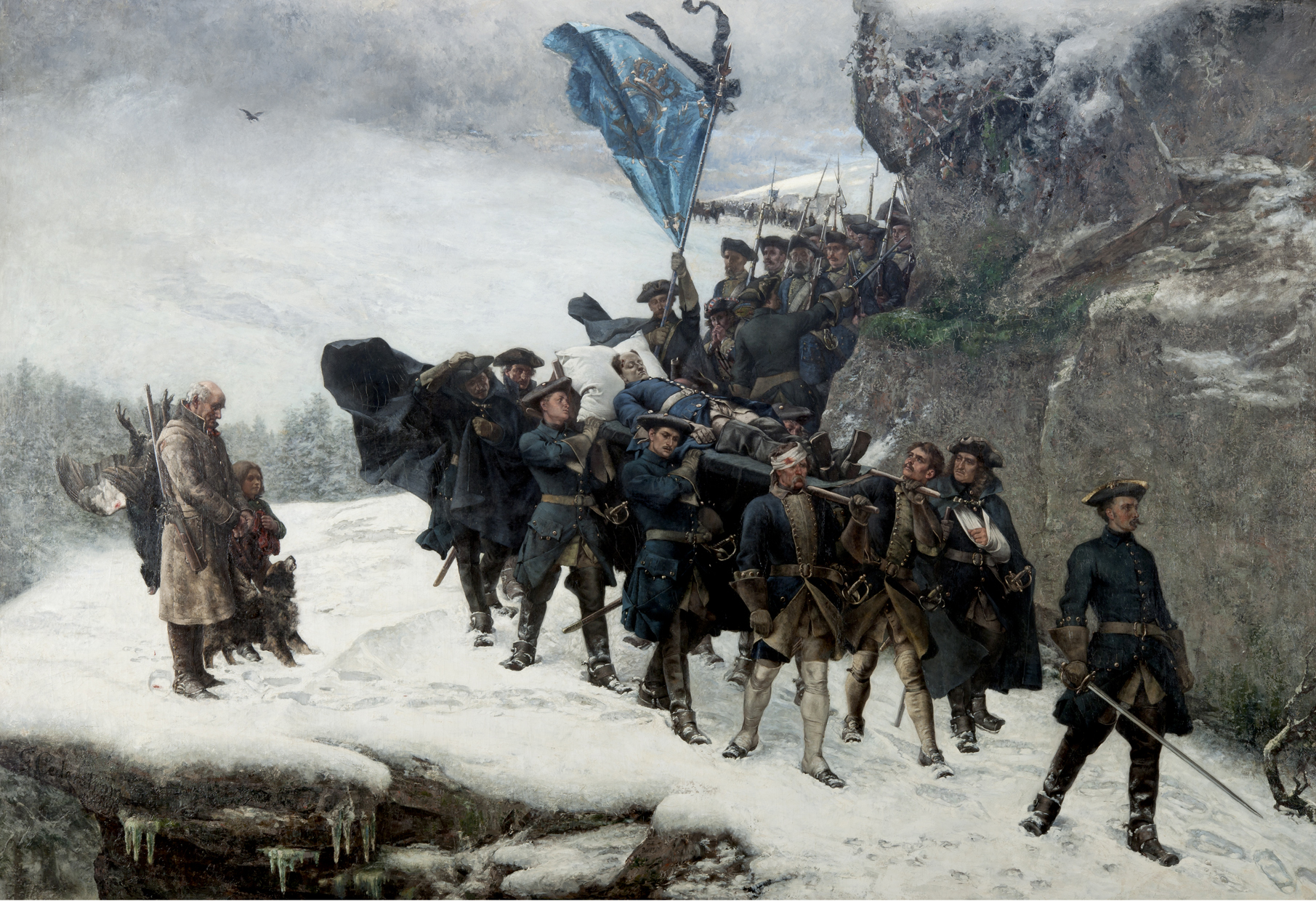
Karl XII:s likfärd (1878).
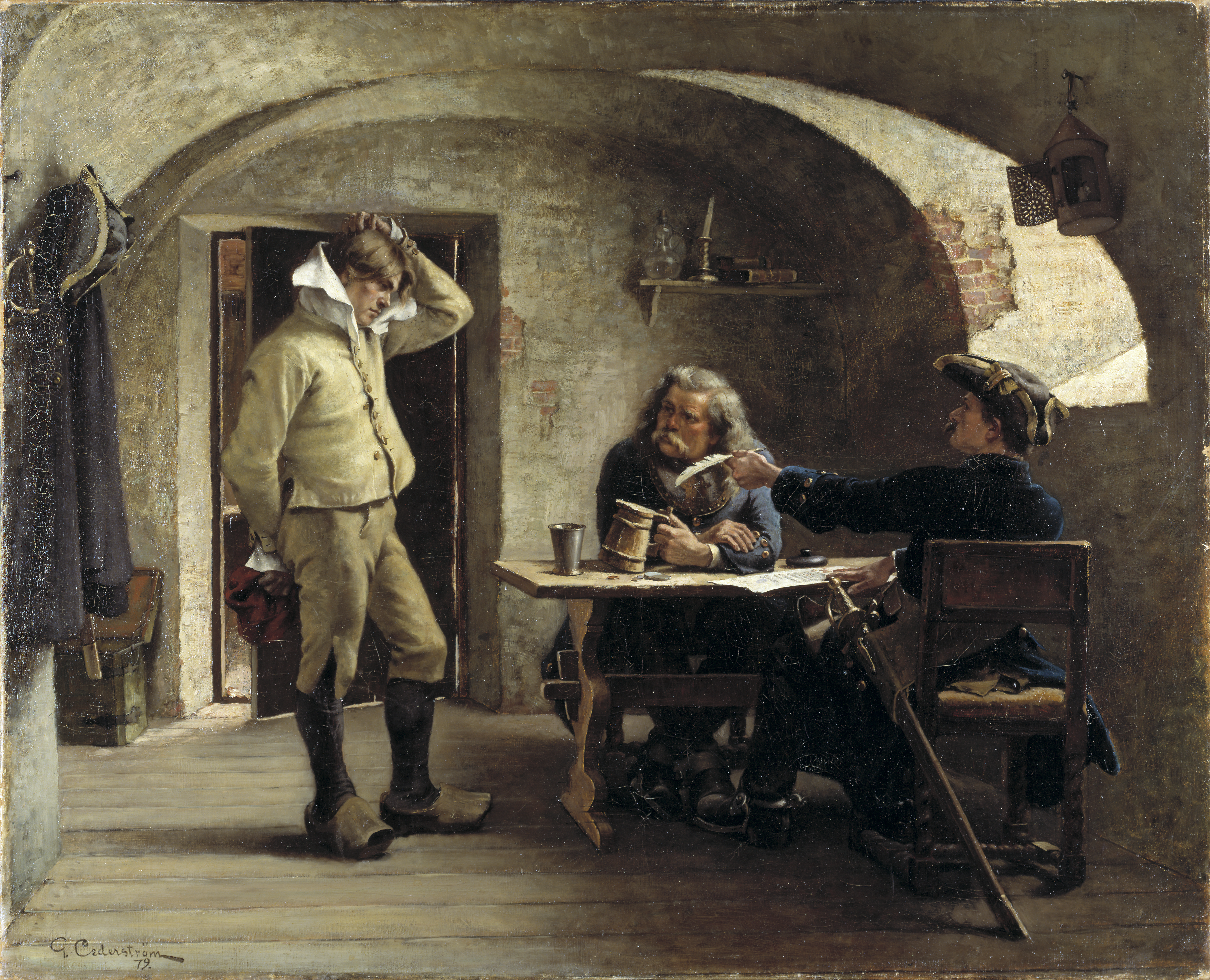
Värvare (1879).
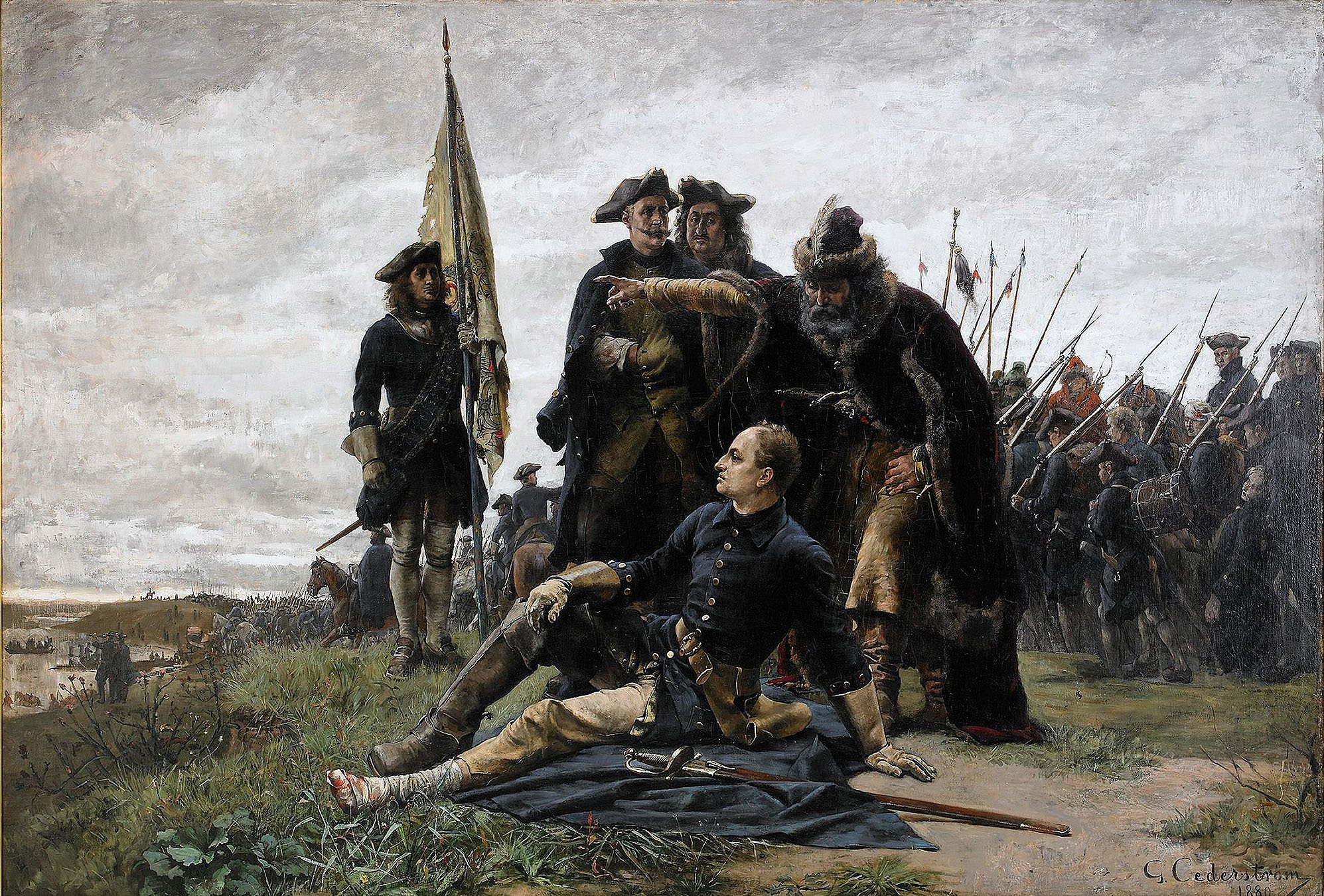
Karl XII och Ivan Mazepa vid Dnepr (1880).
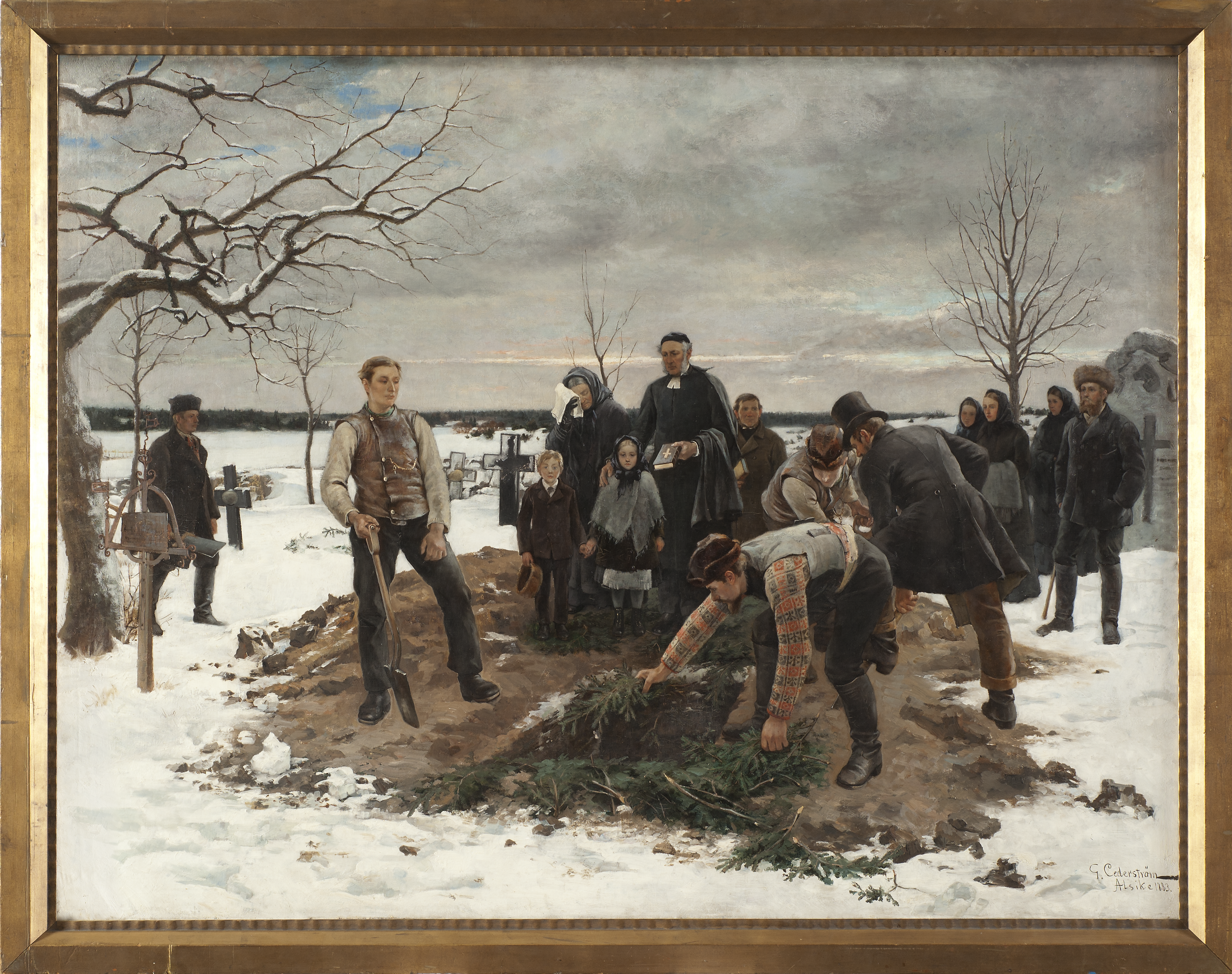
Begravning i Alsike (1883)
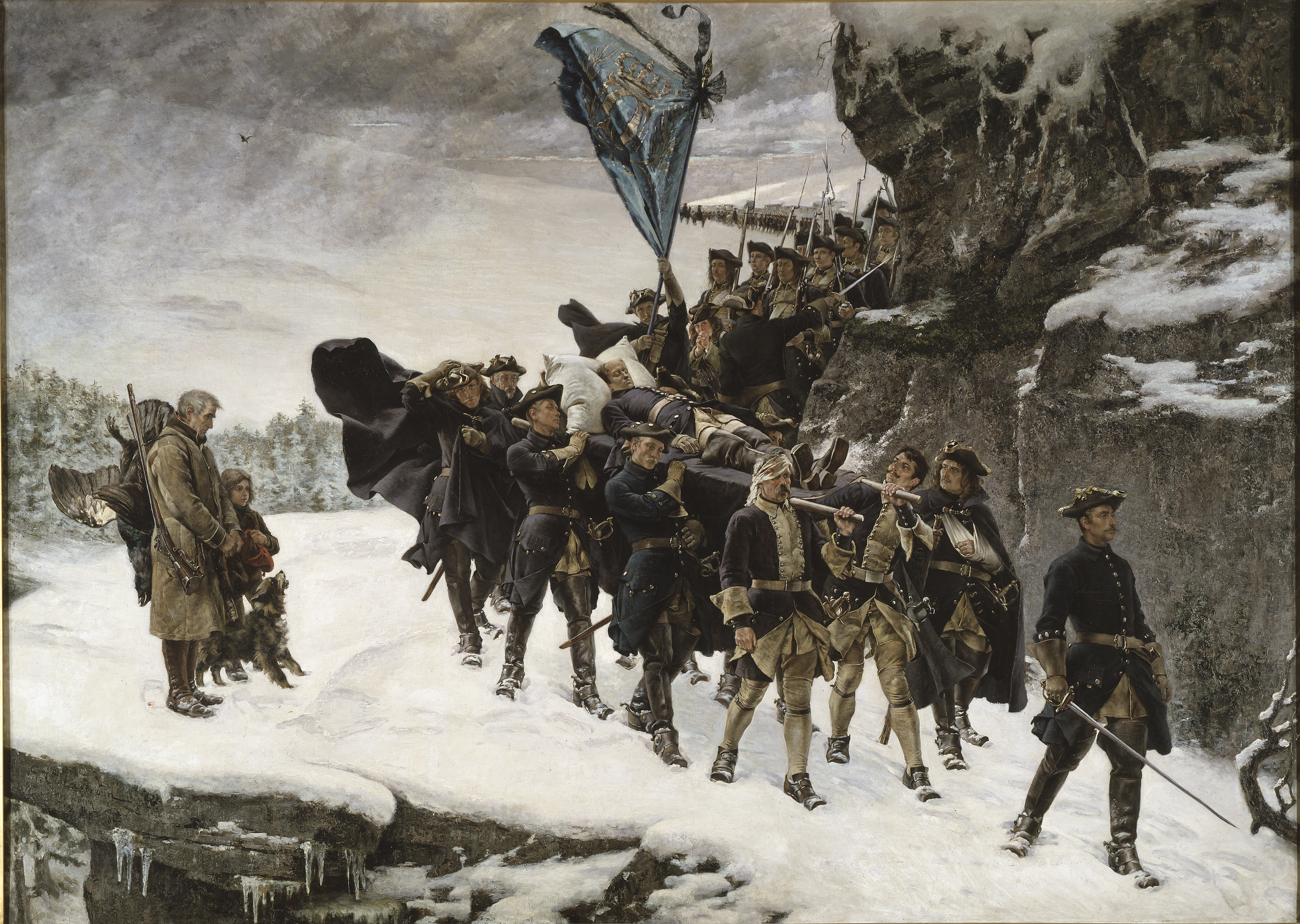
Karl XII:s likfärd (1884).
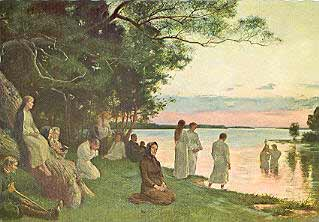
Baptisterna (1886).
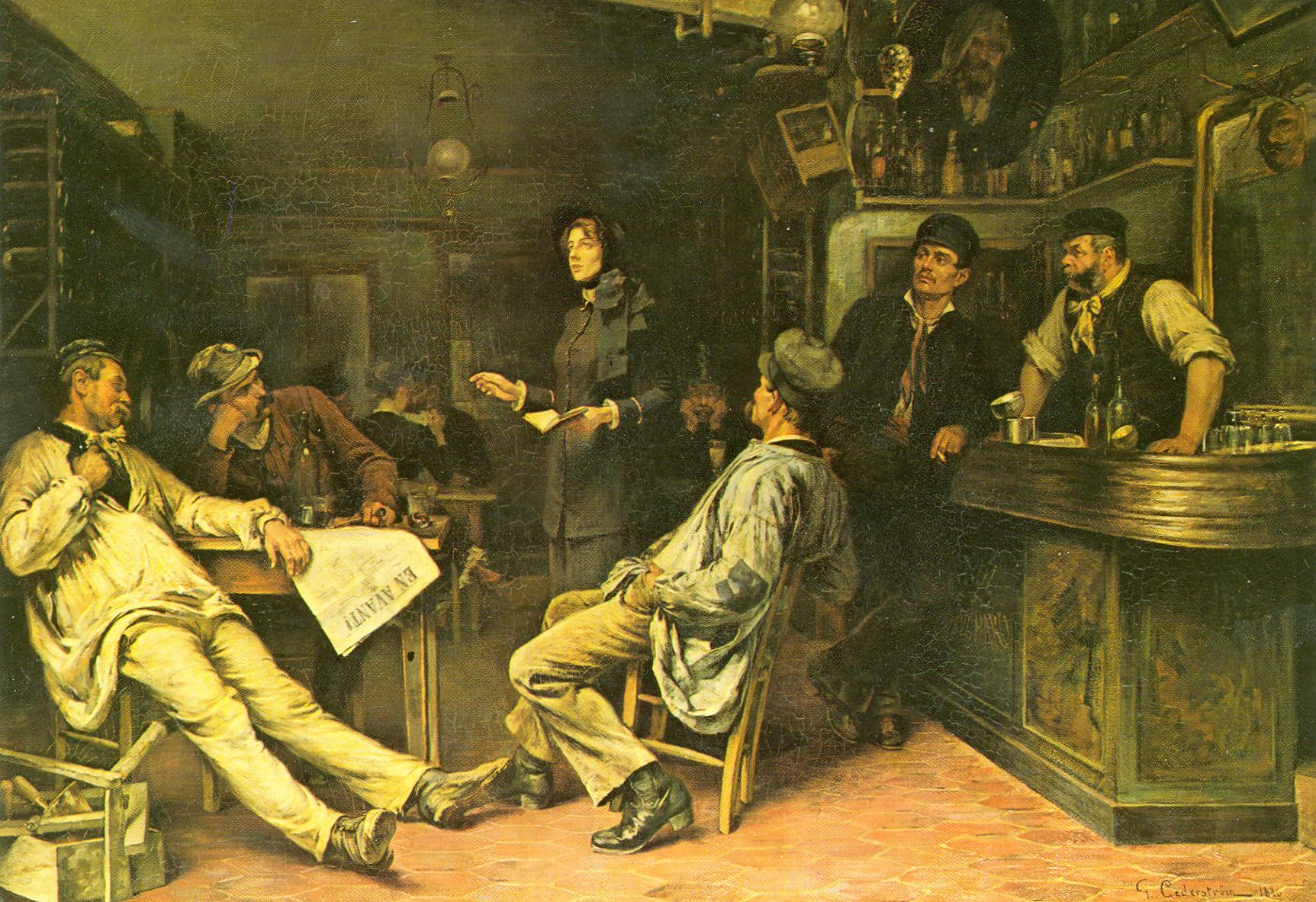
Frälsningsarmén (1886).
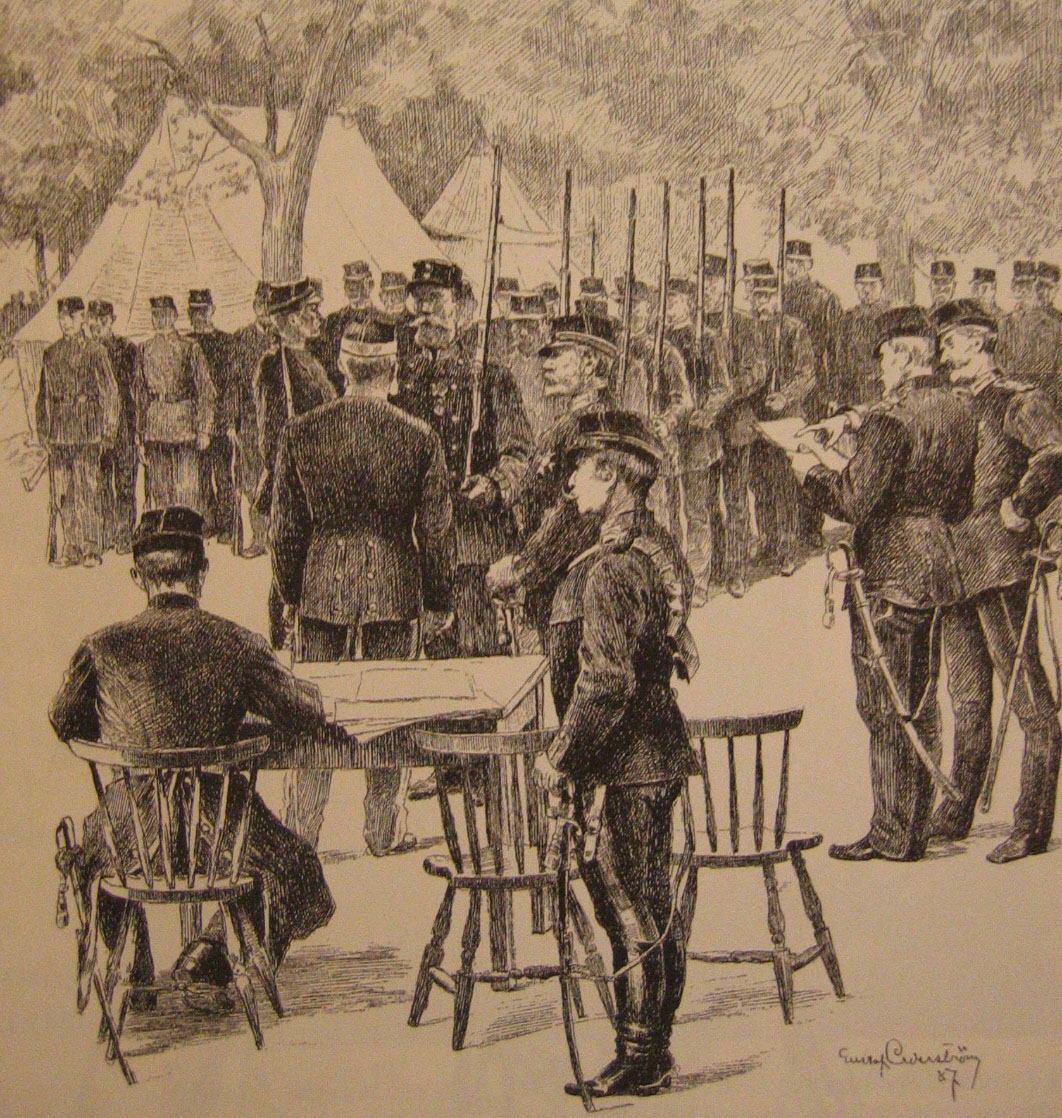
Generalmönstring (1887).
Ansgar förkunnar kristendomen (1889).
Carl Emanuel Cederström (1892).
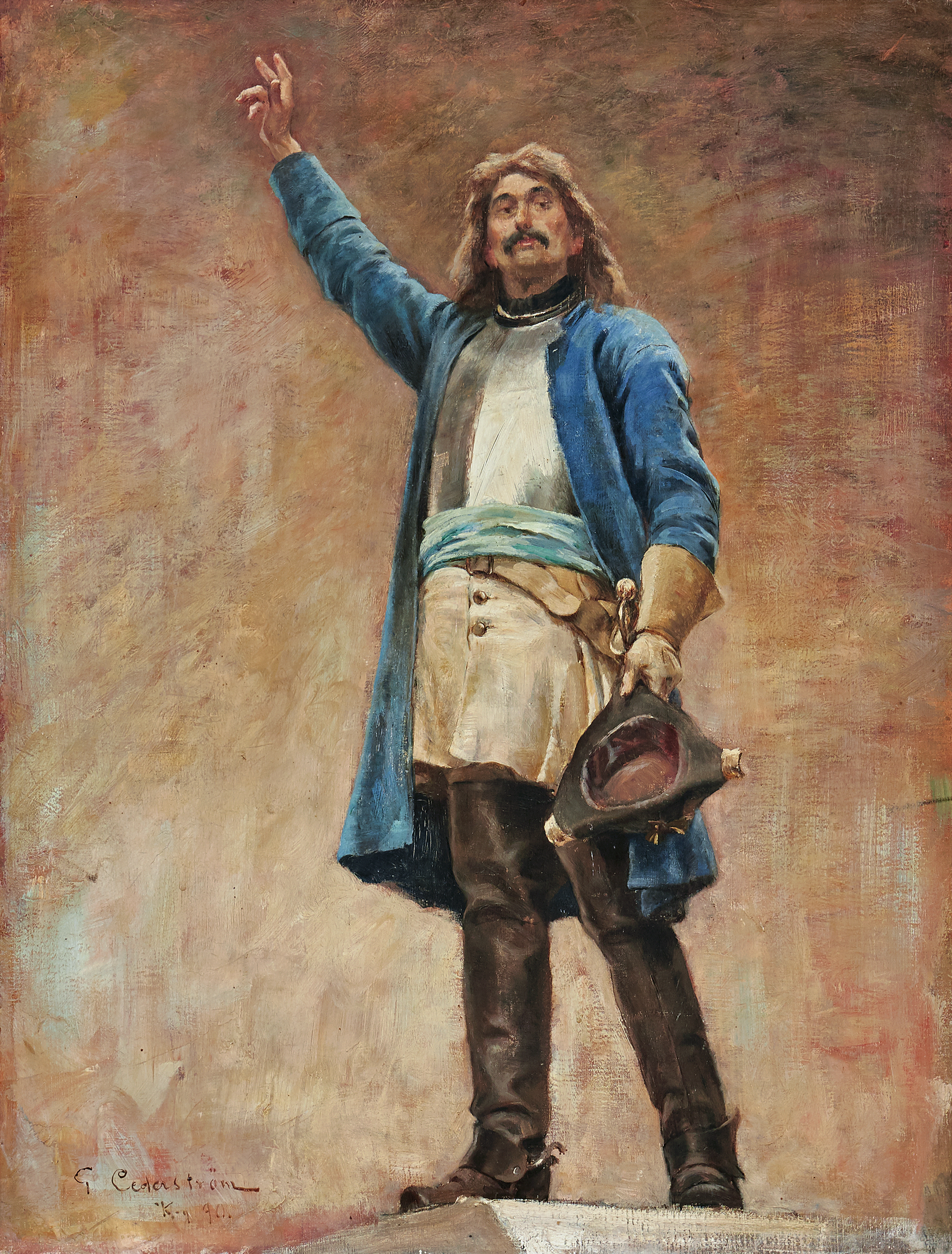
Magnus Stenbock talar till folket på rådhustrappan i Malmö 1709 (1892).
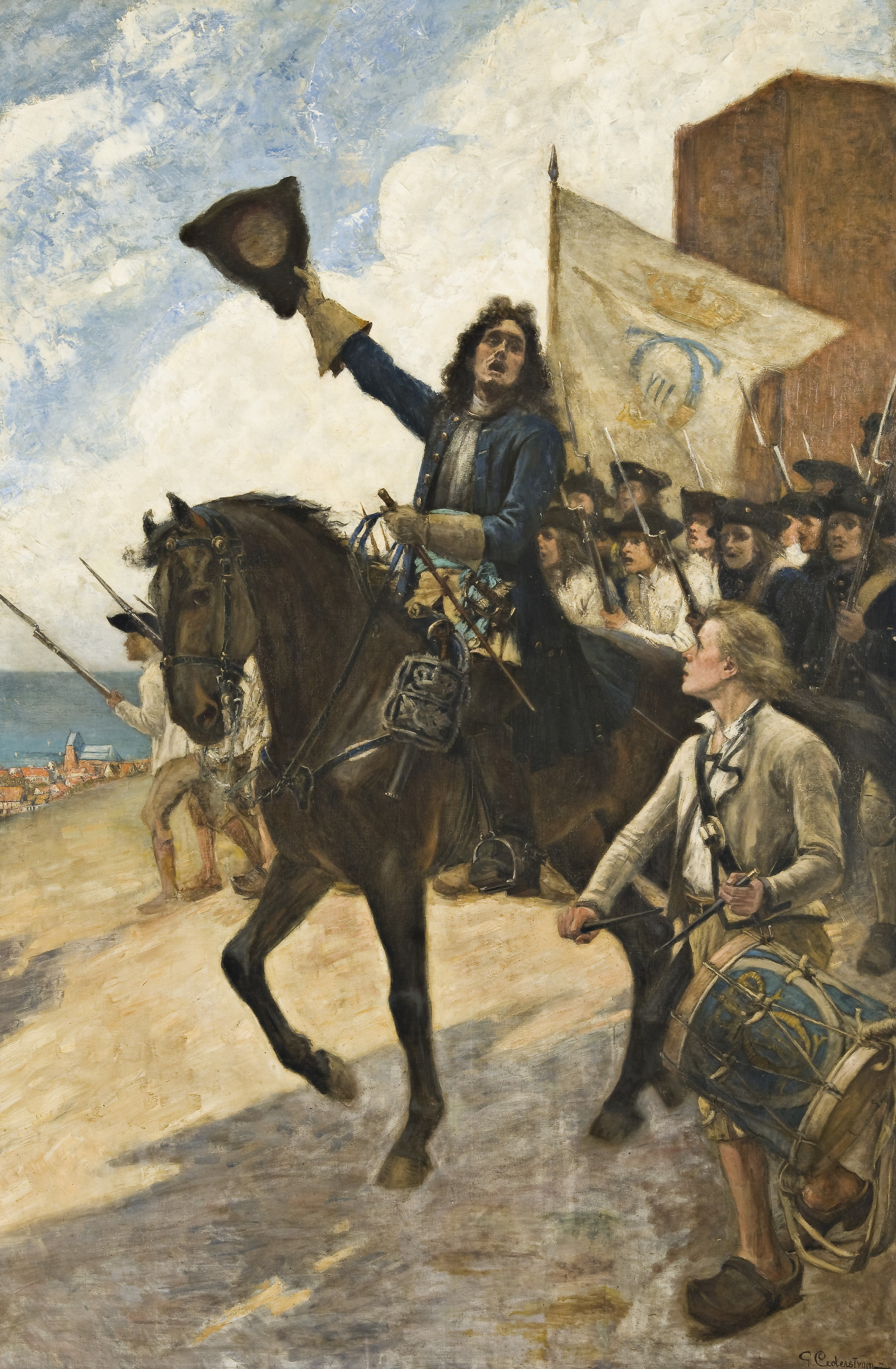
Magnus Stenbock vid Helsingborg (1892).
30 november (1896)
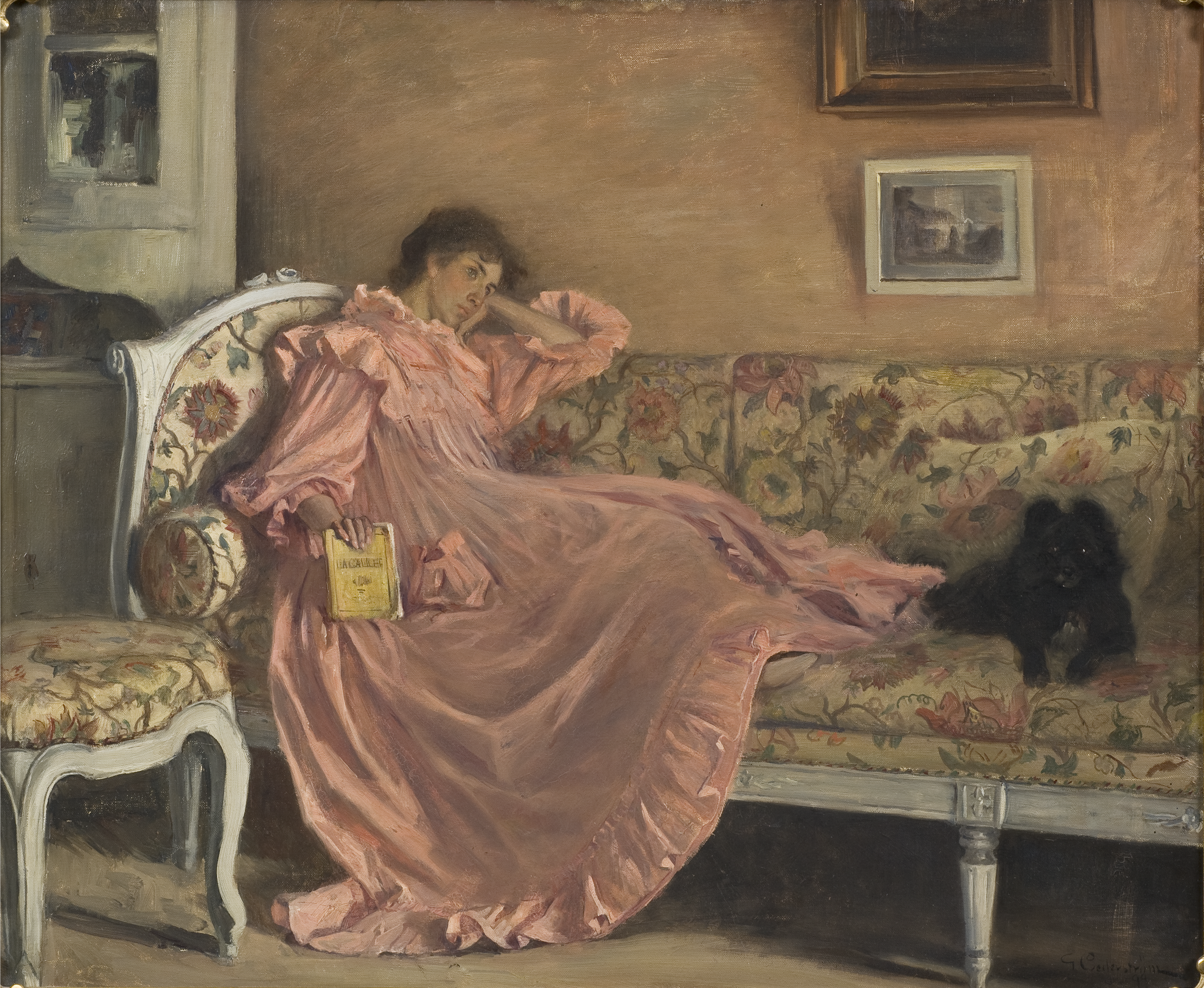
Carola i soffan (1899).
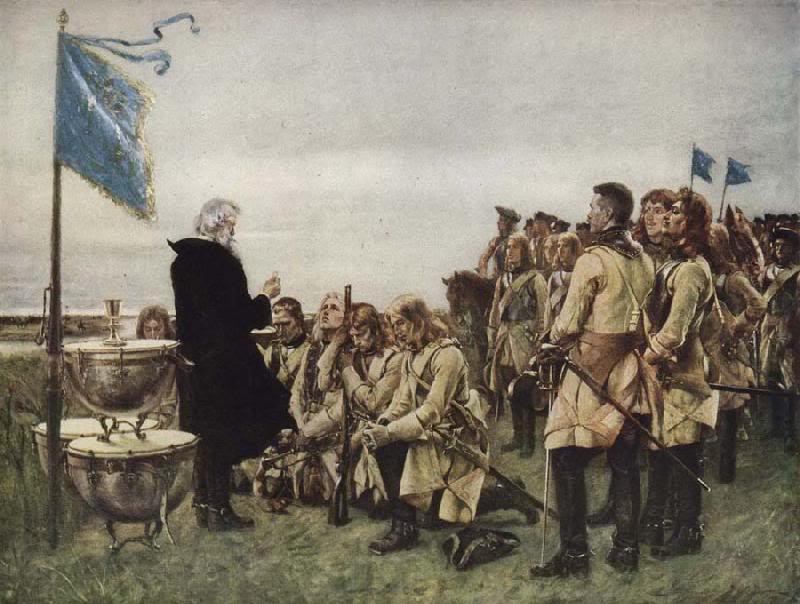
Regementets Kalk (1900).
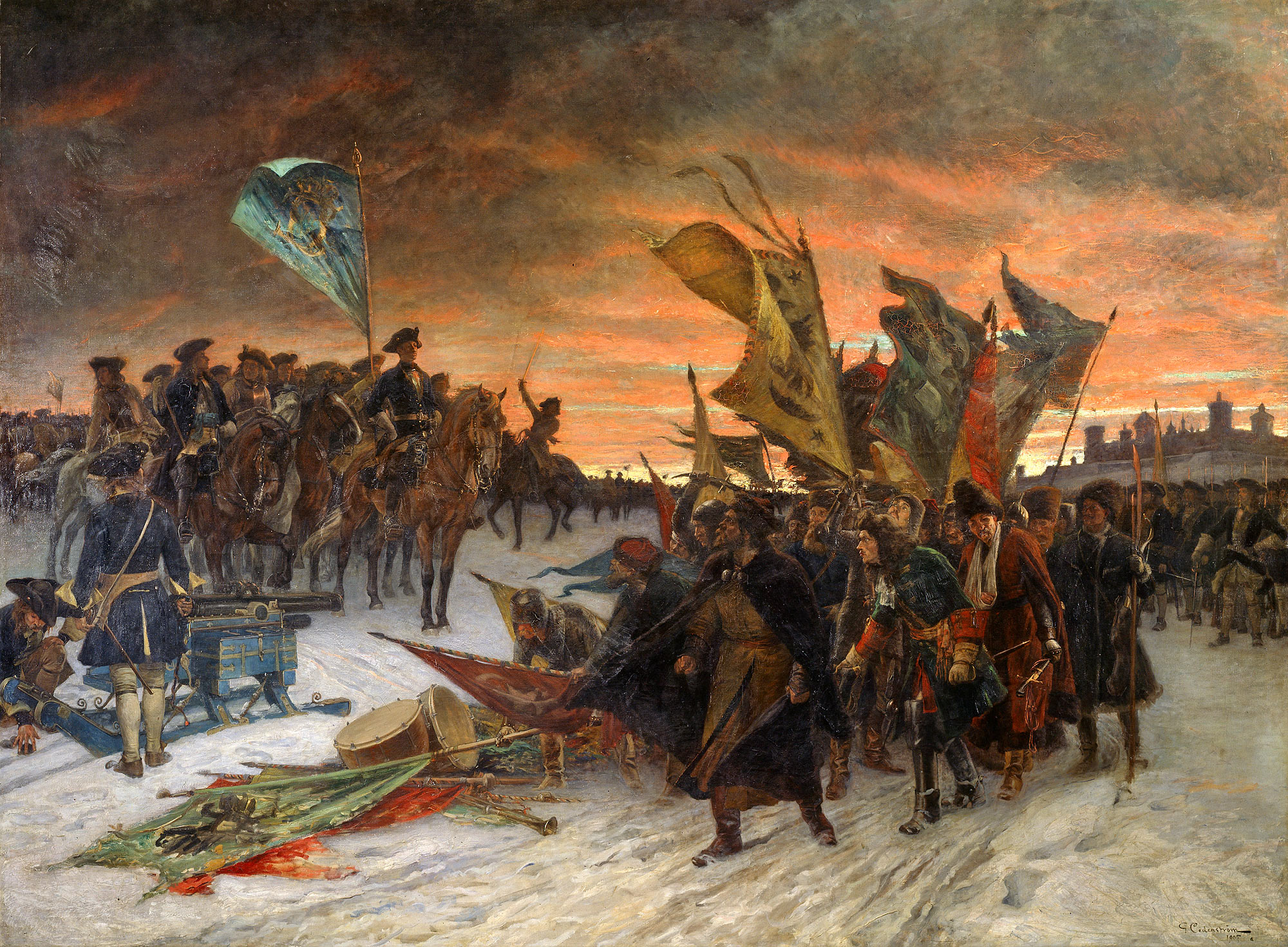
Narva (1905).
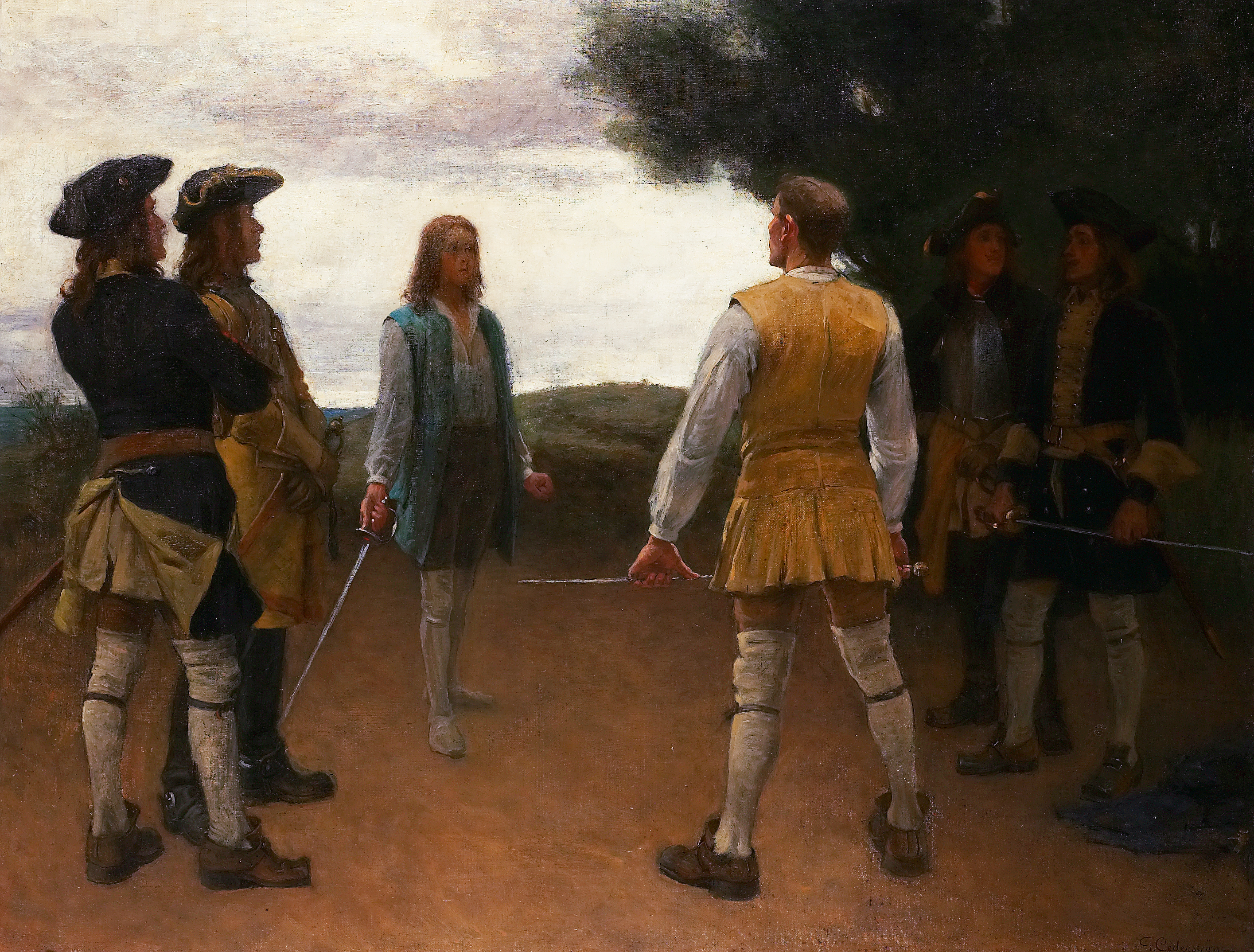
David och Goliath (1918).
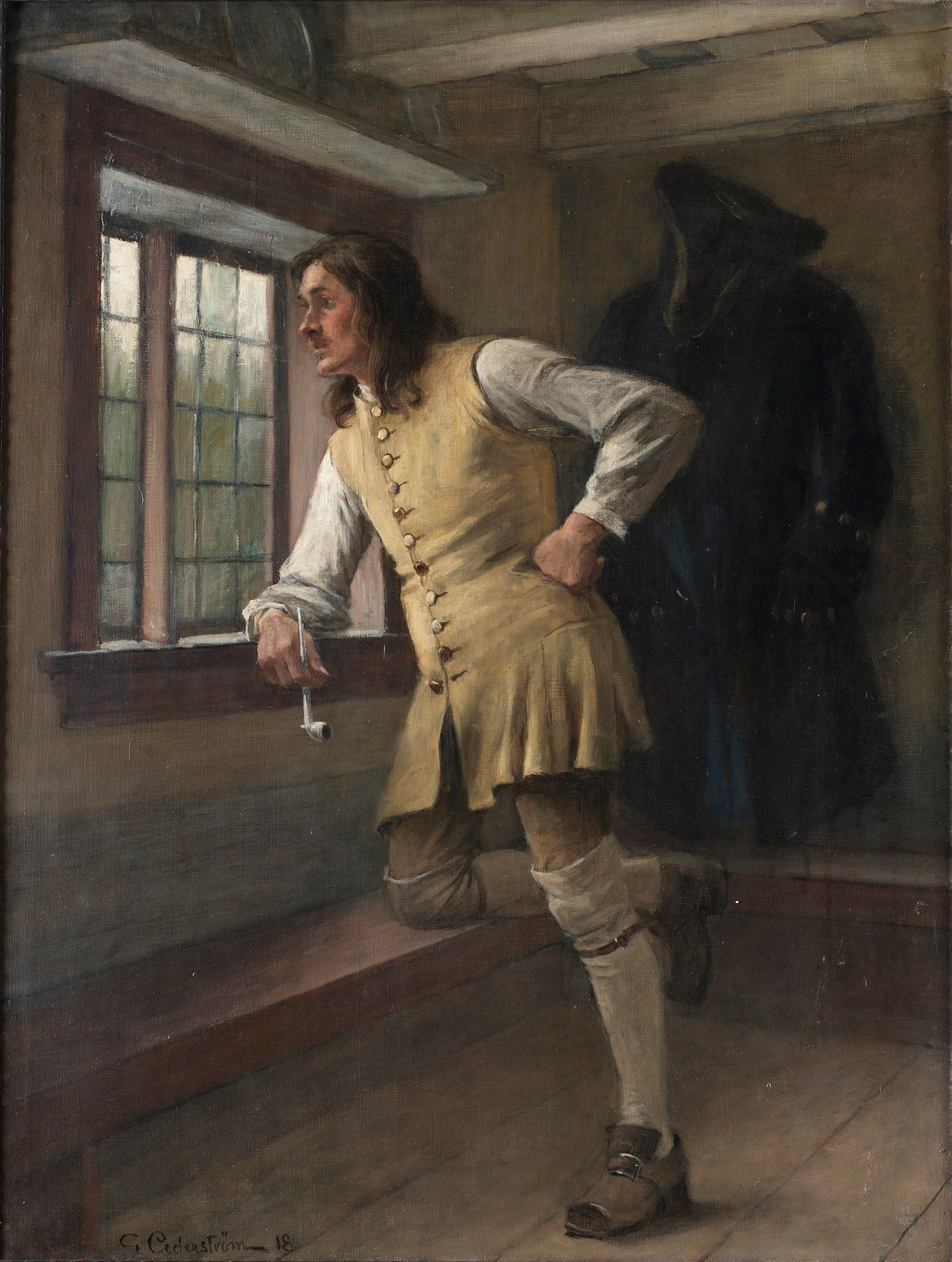
Väntande karolin (1918).
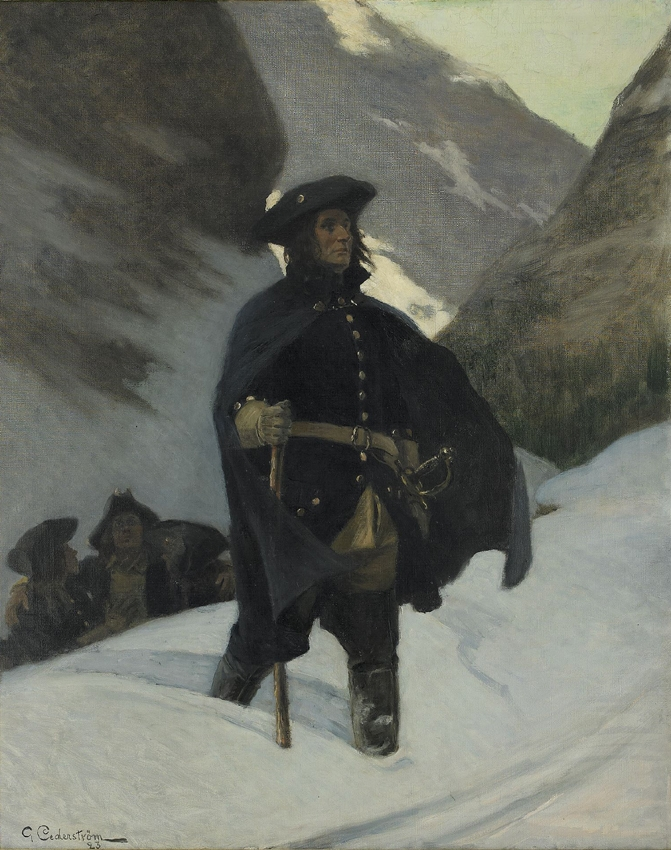
Karoliner från Armfeldts återtåg (1923).